# Paul Berg (snowboarder)
Paul Berg (Bergisch Gladbach, 26 september 1991) is een Duitse snowboarder. Hij vertegenwoordigde zijn vaderland op de Olympische Winterspelen 2014 in Sotsji en op de Olympische Winterspelen 2018 in Pyeongchang.

## Carrière
Bij zijn wereldbekerdebuut, in januari 2012 in Veysonnaz, scoorde Berg direct wereldbekerpunten. In december 2013 behaalde de Duitser in Lake Louise zijn eerste toptien klassering in een wereldbekerwedstrijd. Tijdens de Olympische Winterspelen van 2014 in Sotsji eindigde Berg als dertiende op de snowboardcross. Op 15 maart 2014 boekte de Duitser in La Molina zijn eerste wereldbekerzege.
Op de FIS wereldkampioenschappen snowboarden 2015 in Kreischberg eindigde Berg als elfde op het onderdeel snowboardcross. In de Spaanse Sierra Nevada nam hij deel aan de FIS wereldkampioenschappen snowboarden 2017. Op dit toernooi eindigde hij als 35e op de snowboardcross, samen met Martin Nörl eindigde hij als twaalfde in de teamwedstrijd snowboardcross. Tijdens de Olympische Winterspelen van 2018 in Pyeongchang eindigde de Duitser als negentiende op het onderdeel snowboardcross.
Op de FIS wereldkampioenschappen snowboarden 2019 in Park City eindigde Berg als zevende op de snowboardcross, samen met Hanna Ihedioha veroverde hij de bronzen medaille op de snowboardcross voor teams. In Idre Fjäll nam hij deel aan de FIS wereldkampioenschappen snowboarden 2021. Op dit toernooi eindigde hij als zesde op de snowboardcross.

## Resultaten

### Olympische Winterspelen
| Jaar | Plaats      | Resultaten         |
| ---- | ----------- | ------------------ |
| 2014 | Sotsji      | 13e Snowboardcross |
| 2018 | Pyeongchang | 19e Snowboardcross |

### Wereldkampioenschappen
| Jaar | Plaats        | Resultaten                                 |
| ---- | ------------- | ------------------------------------------ |
| 2015 | Kreischberg   | 11e Snowboardcross                         |
| 2017 | Sierra Nevada | 35e Snowboardcross 12e Snowboardcross team |
| 2019 | Park City     | 7e Snowboardcross · Snowboardcross team    |
| 2021 | Idre Fjäll    | 6e Snowboardcross                          |

### Wereldbeker
Eindklasseringen
| Seizoen   | SBX    |
| --------- | ------ |
| 2011/2012 | 62e    |
| 2012/2013 | 40e    |
| 2013/2014 | Zilver |
| 2014/2015 | 39e    |
| 2016/2017 | 45e    |
| 2017/2018 | 4e     |
| 2018/2019 | 8e     |
| 2019/2020 | 9e     |

Wereldbekerzeges
| Datum            | Plaats      | Onderdeel      |
| ---------------- | ----------- | -------------- |
| 15 maart 2014    | La Molina   | Snowboardcross |
| 13 december 2017 | Val Thorens | Snowboardcross |